# فرانک گری (بازیکن فوتبال)
فرانک گری (انگلیسی: Frank Gray؛ زادهٔ ۲۷ اکتبر ۱۹۵۴) بازیکن سابق و مربی فوتبال اهل اسکاتلند است.
از باشگاه‌هایی که در آن بازی کرده‌است می‌توان به باشگاه فوتبال ناتینگهام فارست، باشگاه فوتبال لیدز یونایتد، باشگاه فوتبال ساندرلند، و باشگاه فوتبال دارلینگتون اشاره کرد.
وی همچنین در تیم ملی فوتبال اسکاتلند بازی کرده‌است.